# Kühlofen
Der Kühlofen wird benutzt, um seinen Inhalt kontrolliert und langsam abzukühlen. Dabei wird entstehende mechanische Spannung im Werkstück bei Abkühlung auf Umgebungstemperatur abgebaut. Bei der Herstellung von Glaswaren wird der Kühlofen benutzt. Dabei wird die Verarbeitungstemperatur von ca. 600 °C gesteuert auf Raumtemperatur heruntergefahren. 
Industriell hergestellter Werkstoff wird in Rollenkühlofen auf Stahlbändern oder Flachglas als Band auf Stahlrollen zu nachfolgenden Verpackungseinrichtungen fortbewegt.
Die Steuerung des Kühlprozesses geschieht dabei durch fortwährend geregeltes Kühlen und Heizen, wobei bei heutiger angewendeter Technik eine Energierückgewinnung wichtiger Bestandteil des Verfahrens ist.

## Verfahren

### Abbau von Spannung im Glas
Der Rollenkühlofen soll den Temperaturunterschied zwischen der Heißformgebung des jeweiligen Glasproduktes zur Umgebungstemperatur unter Entspannen des Glasproduktes überwinden. Beispielsweise durchläuft ein nach dem Floatverfahren hergestelltes dünnes Flachglas im Anschluss an die Formgebung im Floatbad als fortlaufendes Glasband einen Rollenkühlofen. Im Anschluss daran wird das abgekühlte und entspannte Flachglas produktspezifisch weiterbearbeitet. So wird beispielsweise das gefloatete Glasband in üblicherweise rechteckige Glasscheiben zerschnitten.
Rollenkühlöfen weisen ein Ofengehäuse mit einer Einlass- und Auslassöffnung für das Flachglas, und einen darin untergebrachten motorisch betriebenen Rollenförderer, mit welchem das Flachglas, insbesondere ausgebildet als Glasband, durch den Ofen transportierbar ist, auf. Der Rollenförderer umfasst eine Vielzahl hintereinander parallel zueinander angeordneter Rollen. Der Ofen wird bei einer ungefähren Länge von 80 m in einzelnen Zonen von oben und unten beheizt oder gekühlt
Die resultierenden mechanischen Spannungen in dem abgekühlten Flachglas hängen maßgeblich von der Temperaturverteilung im Rollenkühlofen ab. Dazu sind die Heizeinrichtungen parallel und quer zur Förderrichtung unterschiedlich ansteuerbar, um eine für das jeweilige Flachglas, z. B. das gefloatete Glasband, günstige Temperaturverteilung im Kühlofen parallel und quer zur Förderrichtung einzustellen. Wichtig für ein qualitativ hochwertiges Glas ist es dabei im Besonderen, dass die Temperaturverteilung quer zur Laufrichtung des Flachglases, d. h. von einer Borte zur anderen im Nettobereich eines Glasbandes, möglichst homogen ist.
Die Temperaturverteilung im Rollenkühlofen resultiert aus der vom heißen Flachglas mittransportierten Wärme und der Wärmeabgabe der Heizungen. Letztere werden über Regeleinrichtungen für die Heizleistung eingestellt, welche die Unterschiede zwischen der vorgegebenen Soll-Temperatur-Verteilung und dem gemessenen Ist-Temperaturprofil auswertet. Dazu sind Temperatur-Meßgeräte, z. B. Thermoelemente, Pyrometer, über und unter dem Glasband angeordnet.

### Produzierte Tonnage
Der Kühlofen, auch Rollenkühlofen (RKO), genannt bestimmt nicht nur die Schneidfähigkeit des Glases, sondern durch eine sehr genaue Geschwindigkeitsregelung der das Glasband transportierenden Rollen die produzierte Tonnage und die Stärke (Dicke) des Flachglasbandes.
Dabei wurde das Rollenfeld früher durch einen Gleichstrommotor zentral angetrieben und die einzelnen Rollen waren über eine Welle (Königswelle) mechanisch miteinander verbunden. Heute wird jede Rolle oft einzeln durch einen über einen Servomotor geregelten Wechselstrommotor angetrieben. Das führt zu höheren Investitionskosten, hat aber Vorteile bei der Instandhaltung der Öfen.
Um die Transportgeschwindigkeit des Glasbandes bei hoher Tonnage und dünnem Glas (z. B. 1,0 mm) zu reduzieren, werden heute Ofenbreiten von ca. 6,0 m bei einer Glasbandbreite von 4,50 m gebaut.